# Paracrocodylomorpha
Los paracrocodilomorfos o paracocodrilomorfos (Paracrocodylomorpha) son un clado de saurópsidos (reptiles) diápsidos arcosaurios que vivieron desde finales del período Triásico, en el Carniense, hace aproximadamente 228 millones de años hasta el presente. El clado incluye al inusual y diverso grupo Poposauroidea así como a los miembros generalmente cuadrúpedos y carnívoros de Loricata, que incluyen a los actuales crocodilianos. Paracrocodylomorpha fue acuñado por el paleontólogo J. Michael Parrish en 1993, aunque actualmente se considera que el grupo abarca más reptiles de los que se pretendía en su definición  original. La definición más reciente de Paracrocodylomorpha, dada por Sterling Nesbitt en 2011, es "el clado menos inclusivo que contiene a Poposaurus y a Crocodylus niloticus (el cocodrilo del Nilo)". Muchos grupos de paracrocodilomorfos se extinguieron a finales del período Triásico, con la excepción de los crocodilomorfos, de los cuales evolucionaron los crocodilianos tales como los crocodílidos y aligatóridos en la última parte del Mesozoico.

## Historia y definición
Parrish (1993) definió a Paracrocodylomorpha como el último ancestro común de "Poposauridae" y Crocodylomorpha y a todos sus descendientes. Él creía que Poposaurus y sus parientes eran parientes cercanos de los crocodilomorfos. Por lo tanto, pretendía que su definición excluyera a varios grupos de los pesadamente constituidos pseudosuquios del Triásico, colectivamente conocidos como "rauisuquios". Weinbaum y Hungerbühler (2007) hicieron la hipótesis de que las relaciones de los pseudosuquios eran al revés de lo que había sido establecido por Parrish. Ellos afirmaron que los "rauisuquios" tales como Postosuchus, Batrachotomus y Saurosuchus eran más cercanos a los crocodilianos de lo que era Poposaurus. Ellos erigieron un subgrupo dentro de Paracrocodylomorpha al cual llamaron Paracrocodyliformes. Este subgrupo contiene a todos los pseudosuquios más cercanos a aquellos tres "rauisuquios" (así como al cocodrilo del Nilo) más que a Poposaurus.
Nesbitt (2011) presentó la definición más reciente y común de Paracrocodylomorpha en su amplio análisis filogenético. Sus resultados apoyaron la afirmación de Weinbaum y Hungerbühler (2007) de que los "rauisuquios" eran más cercanos a los crocodilianos de lo que era Poposaurus. De hecho, él determinó que los crocodilomorfos eran en realidad descendientes del grupo "rauisuquio", lo que convertía a "Rauisuchia" en un grado  parafilético de varios reptiles que derivaban en los crocodilomorfos. Más aún, el nombre "Paracrocodyliformes" usado por Weinbaum & Hungerbühler (2007) fue asignado a un nuevo nombre, Loricata.

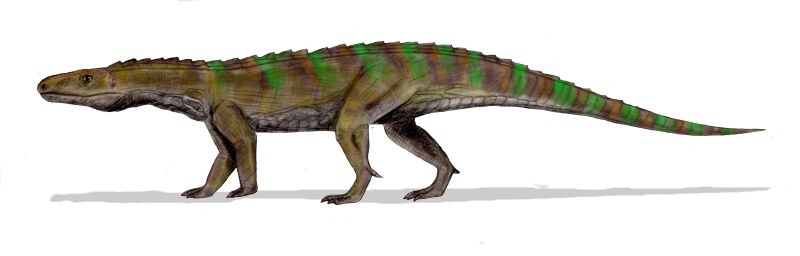
Ticinosuchus, el taxón hermano de los paracrocodilomorfos según las metodologías de Nesbitt (2011).

El nombre "Paracrocodylomorpha" fue redefinido por Nesbitt en su estudio, readquiriendo un nombre similar a su uso original por Parrish (1993). Nesbitt determinó que los poposauroideos formaban el grupo hermano de los loricados, y que el clado que abarca a los poposauroideos y loricados requería un nuevo nombre. Por lo tanto, él usó a Paracrocodylomorpha para conectar a Poposaurus y Crocodylus, y a todos los descendientes de su ancestro común. A diferencia de la idea de Parrish para este clado, los Paracrocodylomorpha de Nesbitt incluyen a los "rauisuquios", los cuales eran miembros de Loricata. El único "rauisuquio" que se halló que no pertenecía a Paracrocodylomorpha con absoluta certeza era el antiguo "prestosúquido" Ticinosuchus. Nesbitt halló que sus resultados más parsimoniosos indicaban que este género era el taxón hermano de los paracrocodilomorfos, en lugar de ser un componente interno del grupo. Sin embargo, debido a que su esqueleto está aplastado y esto oculta detalles anatómicos cruciales, es también concebible que Ticinosuchus pueda pertenecer también a Paracrocodylomorpha, pendiente de nueva información. Este resultado también ha sido recuperado por Da-Silva et al. (2019), el cual sitúa a Ticinosuchus como el loricado más basal mientras que a veces determina que el recientemente descrito suquio Mandasuchus está por fuera del grupo.